# Bonnemain
Pour les articles homonymes, voir Bonnemain (homonymie).
Bonnemain est une commune française située dans le département d'Ille-et-Vilaine en région Bretagne.
En 2022, avec 1 533 habitants, elle est la 157e commune la plus peuplée d'Ille-et-Vilaine et la 544e de Bretagne.

## Géographie
Le massif de Bonnemain, massif granitique qui s'étend sous le territoire de la commune et barre le département d'est en ouest, est encore exploité dans la commune voisine de Lanhélin.

### Communes limitrophes
| Le Tronchet                             | Baguer-Morvan      |           |
| Saint-Pierre-de-Plesguen (Mesnil-Roc'h) | Bonnemain          | Épiniac   |
| Lanhélin (Mesnil-Roc'h), Meillac        | Combourg, Lourmais | Trémeheuc |

### Hydrographie
Pour un article plus général, voir Réseau hydrographique d'Ille-et-Vilaine.
La commune est située dans le bassin Loire-Bretagne. Elle est drainée par le biez du meleuc, le Biez Jean, le Meleuc, le ruisseau de Pont Melin,,.
Le Biez Jean, d'une longueur de 30 km, prend sa source dans la commune de Lourmais et se jette  dans la baie du Mont-Saint-Michel en limite de Saint-Benoît-des-Ondes et de Hirel. 
Le Meleuc, d'une longueur de 20 km, prend sa source dans la commune de Mesnil-Roc'h et se jette  dans Le Biez du Meleuc à Saint-Guinoux, après avoir traversé sept communes. 

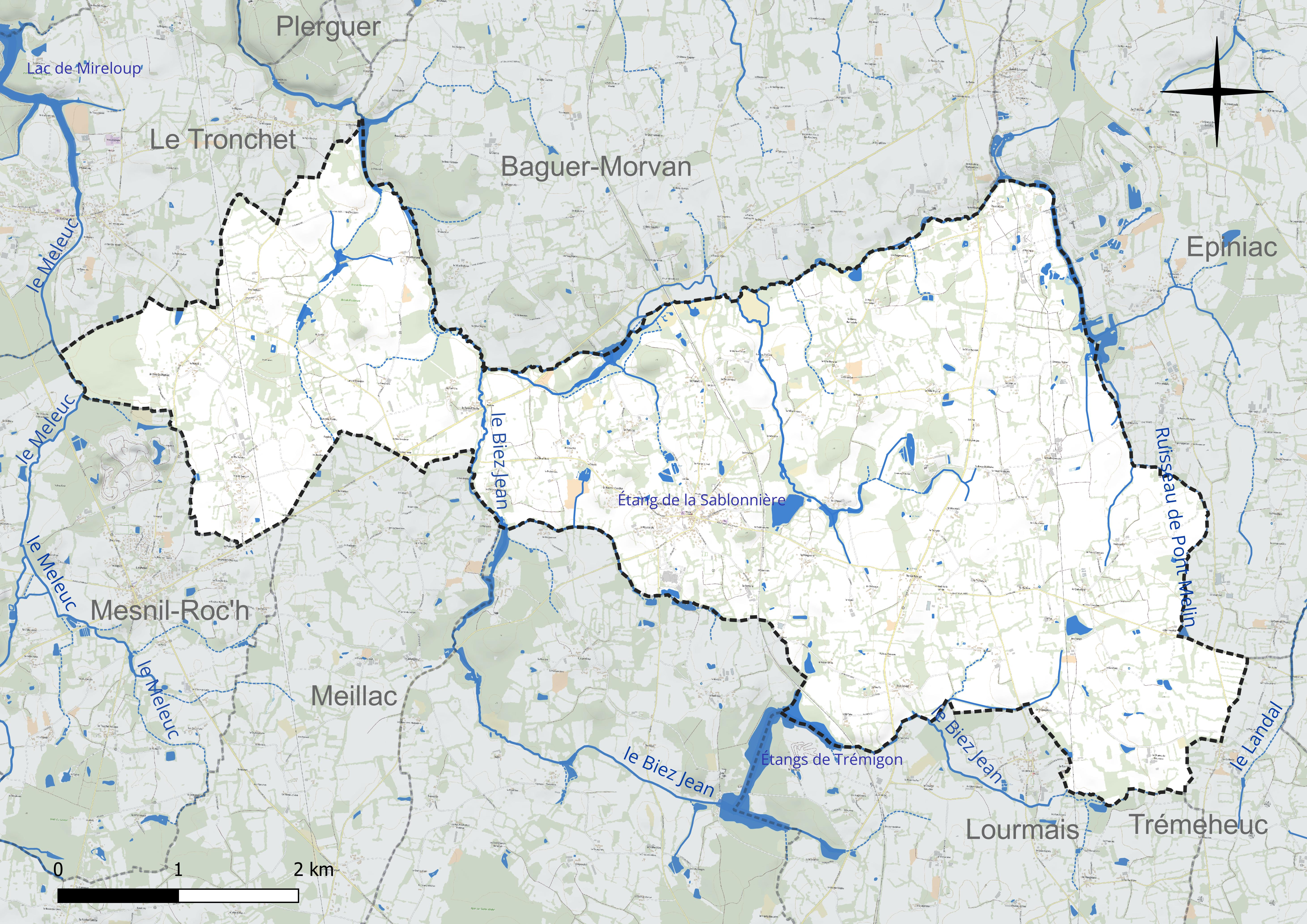
Réseau hydrographique de Bonnemain.

Deux plans d'eau complètent le réseau hydrographique : les étangs de Trémigon, d'une superficie totale de 24,9 ha (4,02 ha sur la commune) et l'étang de la Sablonnière (4,47 ha),.

### Climat
Pour des articles plus généraux, voir Climat de la Bretagne et Climat d'Ille-et-Vilaine.
En 2010, le climat de la commune est de type climat océanique altéré, selon une étude du CNRS s'appuyant sur une série de données couvrant la période 1971-2000. En 2020, Météo-France publie une typologie des climats de la France métropolitaine dans laquelle la commune est exposée à un climat océanique et est dans la région climatique  Bretagne orientale et méridionale, Pays nantais, Vendée, caractérisée par une faible pluviométrie en été et une bonne insolation. Parallèlement l'observatoire de l'environnement en Bretagne publie en 2020 un zonage climatique de la région Bretagne, s'appuyant sur des données de Météo-France de 2009. La commune est, selon ce zonage, dans la zone « Intérieur Est », avec des hivers frais, des étés chauds et des pluies modérées.  
Pour la période 1971-2000, la température annuelle moyenne est de 11,3 °C, avec une amplitude thermique annuelle de 12,3 °C. Le cumul annuel moyen de précipitations est de 733 mm, avec 12,4 jours de précipitations en janvier et 7,2 jours en juillet. Pour la période 1991-2020, la température moyenne annuelle observée sur la station météorologique la plus proche, située sur la commune de Feins à 18 km à vol d'oiseau, est de 11,9 °C et le cumul annuel moyen de précipitations est de 816,2 mm,. Pour l'avenir, les paramètres climatiques de la commune estimés pour 2050 selon différents scénarios d'émission de gaz à effet de serre sont consultables sur un site dédié publié par Météo-France en novembre 2022.

## Urbanisme

### Typologie
Au 1er janvier 2024, Bonnemain est catégorisée bourg rural, selon la nouvelle grille communale de densité à sept niveaux définie par l'Insee en 2022.
Elle est située hors unité urbaine et hors attraction des villes,.

### Occupation des sols
L'occupation des sols de la commune, telle qu'elle ressort de la base de données européenne d'occupation biophysique des sols Corine Land Cover (CLC), est marquée par l'importance des territoires agricoles (93,4 % en 2018), une proportion sensiblement équivalente à celle de 1990 (93,9 %). La répartition détaillée en 2018 est la suivante : zones agricoles hétérogènes (74,1 %), prairies (11,8 %), terres arables (7,5 %), zones urbanisées (3,1 %), forêts (2 %), espaces verts artificialisés, non agricoles (1,3 %), eaux continentales (0,2 %). L'évolution de l'occupation des sols de la commune et de ses infrastructures peut être observée sur les différentes représentations cartographiques du territoire : la carte de Cassini (XVIIIe siècle), la carte d'état-major (1820-1866) et les cartes ou photos aériennes de l'IGN pour la période actuelle (1950 à aujourd'hui).

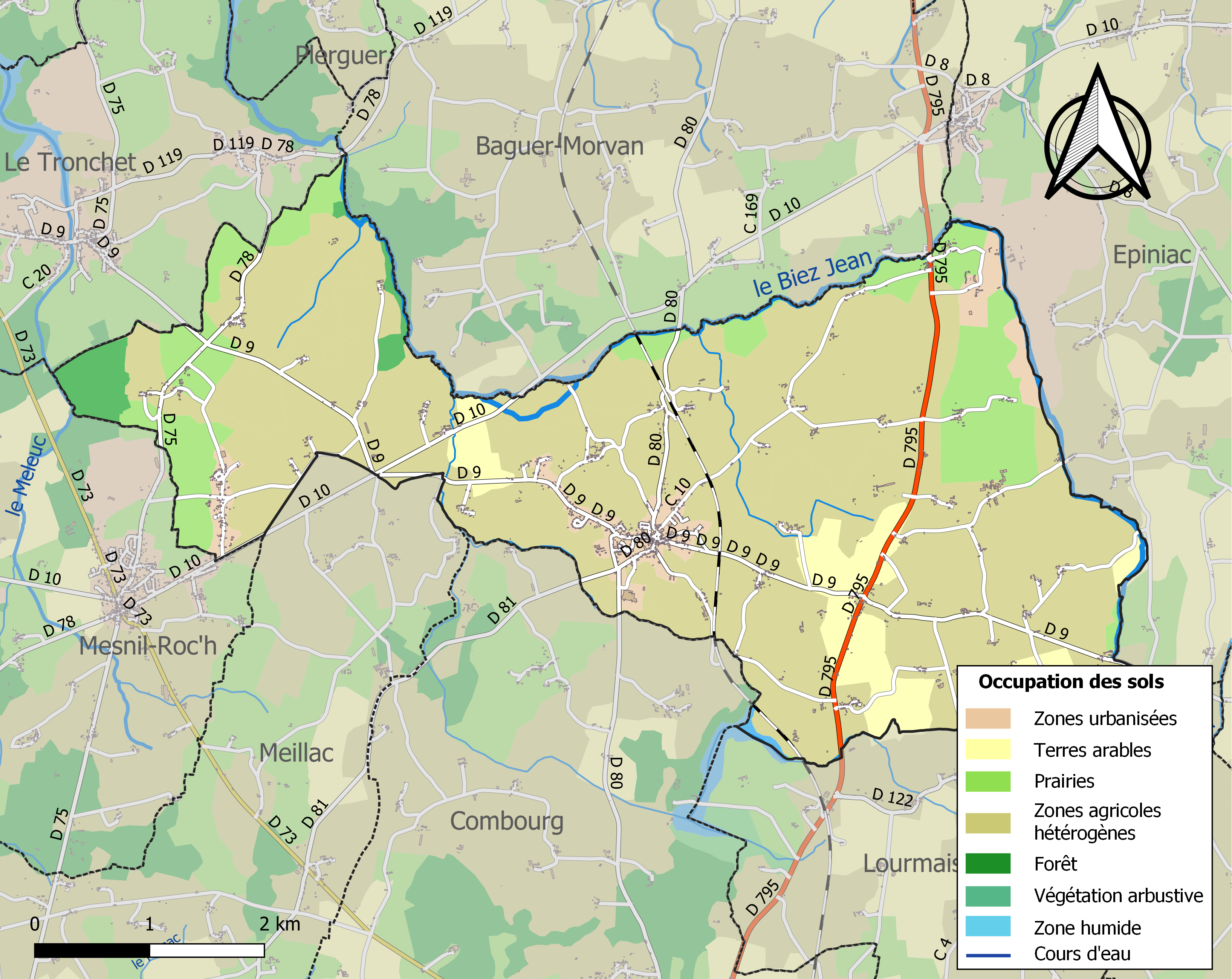
Carte des infrastructures et de l'occupation des sols de la commune en 2018 (CLC).

## Toponymie
Le nom de la localité est attesté sous la forme Bonnemain en 1435, Ecclesia de Bonamanu en 1516, Bonnemen en 1731.
Le gentilé est Bonnemainésien.

## Histoire
La paroisse de Bonnemain faisait partie du doyenné de Dol relevant de l'évêché de Dol et était sous les vocables de saint Martin et saint Samson. Famille Le Diable, Seigneur de la Diablerie change son nom en Marie.
L'abbaye Notre-Dame du Tronchet avait le droit de dîmes dans la paroisse.

## Politique et administration

### Rattachements administratifs et électoraux
Bonnemain appartient à l'arrondissement de Saint-Malo et au canton de Combourg depuis sa création. Le redécoupage cantonal de 2014 a modifié sa composition et le canton englobe aujourd'hui la quasi-intégralité de la communauté de communes.
Pour l'élection des députés, la commune fait partie de la troisième circonscription d'Ille-et-Vilaine, représentée depuis février 2020 par Claudia Rouaux (PS-NFP). Auparavant, elle a successivement appartenu à la circonscription de Saint-Malo (Second Empire), la 2e circonscription de Saint-Malo (IIIe République), la 6e circonscription (1958-1986) et la 2e circonscription (1988-2012).

### Intercommunalité
Depuis le 6 décembre 1995, Bonnemain appartient à la communauté de communes Bretagne Romantique. Cette intercommunalité a succédé à l'association pour le développement économique du Combournais puis au SIVOM des cantons de Combourg, Tinténiac et Pleine-Fougères, fondé en décembre 1979, auquel appartenait la commune.

### Administration municipale
Le nombre d'habitants au dernier recensement étant compris entre 500 et 1 499, le nombre de membres du conseil municipal est de 15.

### Jumelages
- Dottignies (Belgique) depuis 2005[29].

## Démographie
L'évolution du nombre d'habitants est connue à travers les recensements de la population effectués dans la commune depuis 1793. Pour les communes de moins de 10 000 habitants, une enquête de recensement portant sur toute la population est réalisée tous les cinq ans, les populations de référence des années intermédiaires étant quant à elles estimées par interpolation ou extrapolation. Pour la commune, le premier recensement exhaustif entrant dans le cadre du nouveau dispositif a été réalisé en 2005.
En 2022, la commune comptait 1 533 habitants, en évolution de −0,84 % par rapport à 2016 (Ille-et-Vilaine : +5,46 %, France hors Mayotte : +2,11 %).
| 1793  | 1800  | 1806  | 1821  | 1831  | 1836  | 1841  | 1846  | 1851  |
| ----- | ----- | ----- | ----- | ----- | ----- | ----- | ----- | ----- |
| 1 583 | 1 308 | 1 485 | 1 533 | 1 663 | 1 793 | 1 772 | 1 710 | 1 708 |

| 1856  | 1861  | 1866  | 1872  | 1876  | 1881  | 1886  | 1891  | 1896  |
| ----- | ----- | ----- | ----- | ----- | ----- | ----- | ----- | ----- |
| 1 728 | 1 832 | 1 902 | 1 889 | 1 931 | 1 989 | 2 038 | 1 950 | 1 938 |

| 1901  | 1906  | 1911  | 1921  | 1926  | 1931  | 1936  | 1946  | 1954  |
| ----- | ----- | ----- | ----- | ----- | ----- | ----- | ----- | ----- |
| 1 877 | 1 812 | 1 719 | 1 432 | 1 429 | 1 431 | 1 370 | 1 293 | 1 381 |

| 1962  | 1968  | 1975  | 1982  | 1990  | 1999  | 2005  | 2006  | 2010  |
| ----- | ----- | ----- | ----- | ----- | ----- | ----- | ----- | ----- |
| 1 286 | 1 251 | 1 094 | 1 149 | 1 177 | 1 138 | 1 181 | 1 185 | 1 377 |

| 2015  | 2020  | 2022  | - | - | - | - | - | - |
| ----- | ----- | ----- | - | - | - | - | - | - |
| 1 509 | 1 526 | 1 533 | - | - | - | - | - | - |

## Économie
- Le siège social de l'association Les Castels, chaîne de camping française 4 et 5 étoiles, se situe au lieu-dit des Diablaires[34].
- Delta Dore, société mondiale dans la gestion de l'énergie et contrôle du bâtiment, a implanté son siège social au lieu-dit du Vieux Chêne[35].

## Lieux et monuments
- Manoir de Terre Rouge - Siège social de l'association Les Castels, chaîne de camping française 4 et 5 étoiles
- Étang communal, un des principaux étangs oligodystrophes d'Ille-et-Vilaine[36]
- Étang de Montsorel, un des étangs mésotrophes initiaux d'Ille-et-Vilaine[36]

### Édifices religieux
- Église paroissiale Saint-Martin-et-Saint-Samson, reconstruite à la fin du XIXe siècle sur les plans d'Alfred-Louis Frangeul[37].
- Ancien presbytère, 1723.
- Porche du cimetière du XIVe siècle.

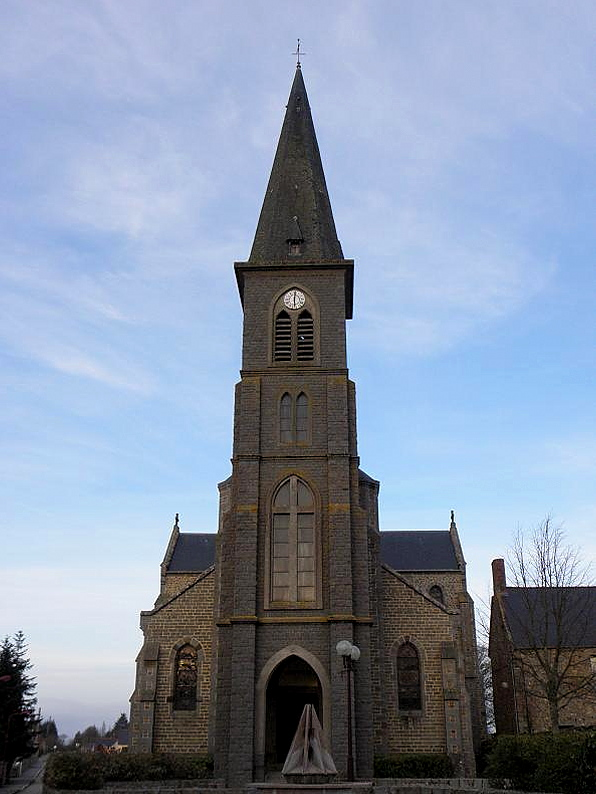
L'église Saint-Martin-et-Saint-Samson.
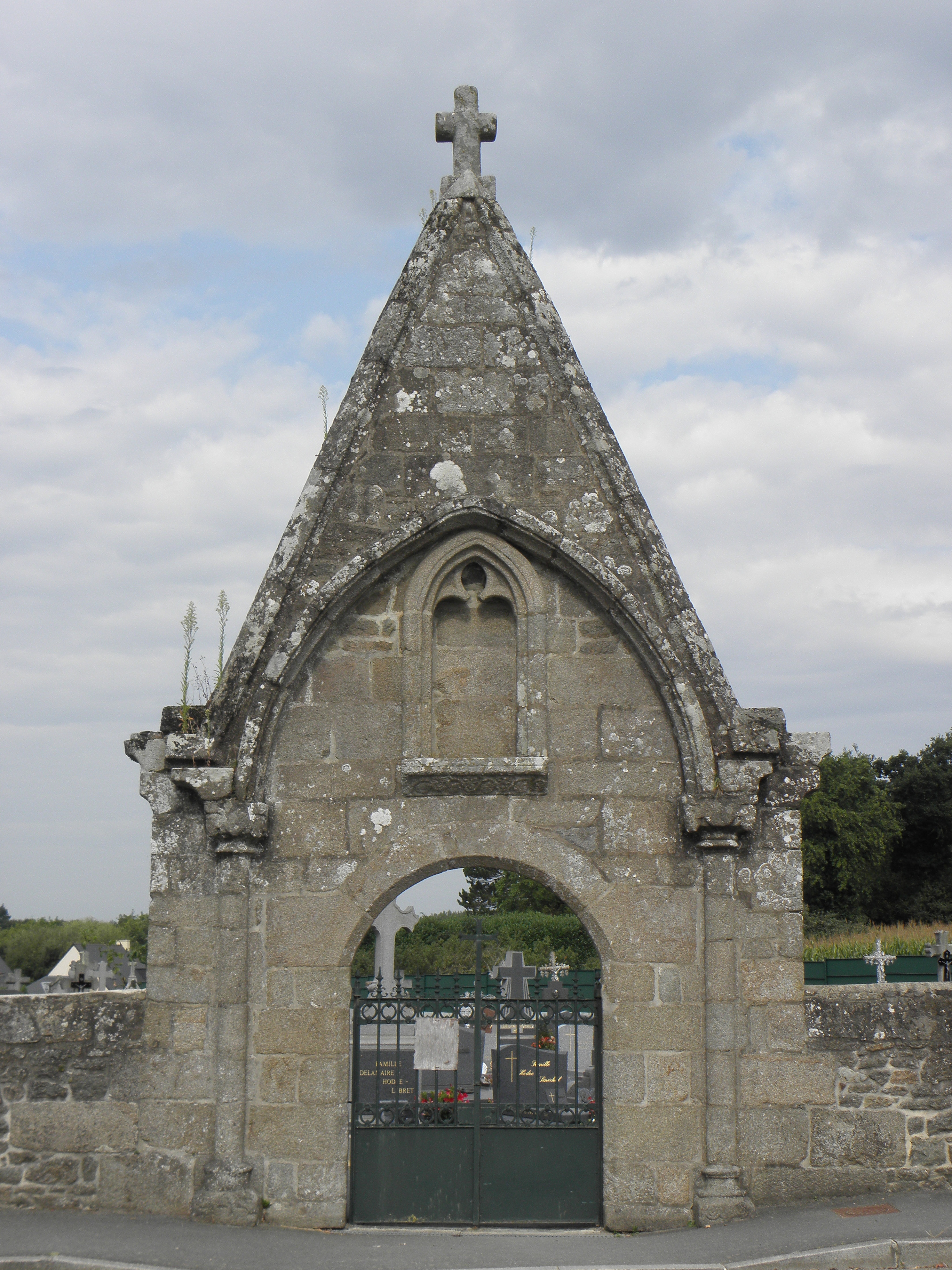
Le porche du cimetière.

## Personnalités liées à la commune
- Fred Orain, né à Bonnemain (1909-1999), producteur de cinéma.
- Jacques Poidevin, maire de la commune de 1945 à 1978 et résistant pendant la Seconde Guerre mondiale.